# 탈편향
탈편향은 특히 판단 및 의사 결정 과 관련하여 편향을 줄이는 것이다. 편향된 판단과 의사결정 은 사실, 논리, 합리적 행동 또는 규범적 규범과 같은 객관적인 기준의 처방에서 체계적으로 벗어나는 것이다. 편향된 판단과 의사결정은 일상생활뿐만 아니라 의학, 법률, 정책, 비즈니스 등 결과적인 영역에도 존재한다. 예를 들어, 투자자들은 하락하는 주식을 너무 오래 보유하고 상승하는 주식을 너무 빨리 매도하는 경향이 있다. 고용주는 고용 및 고용 관행에서 상당한 차별을 보이고, 일부 부모는 이 연관성이 허위 증거에 근거한 것임을 알면서도 백신 접종이 자폐증을 유발한다고 계속 믿고 있다. 개인 수준에서 결정 편향이 적은 사람들은 더 온전한 사회적 환경, 알코올 및 약물 사용 위험 감소, 낮은 아동 비행 비율, 우수한 계획 및 문제 해결 능력을 가지고 있다.
편향성은 의사결정자 내에서 발생할 수 있다. 예를 들어, 사람은 판단과 결정을 내리기 위한 더 나은 전략을 배우거나 채택할 수 있다. 편향성은 결정과 관련된 인센티브나 결정이 내려지는 방식의 변경과 같은 외부 요인의 변화로 인해 발생할 수도 있다.
편향된 판단 및 의사 결정에 대한 세 가지 일반적인 접근 방식과 편향된 판단 및 의사 결정과 관련된 오류가 있다. 인센티브 변경, 넛지 및 교육이다. 각 접근 방식에는 강점과 약점이 있다.

## 일반적인 접근 방식

### 인센티브
인센티브를 변경하는 것은 판단과 의사 결정을 편향시키는 효과적인 수단이 될 수 있다. 이 접근 방식은 일반적으로 사람들이 평생 동안 효용을 극대화하기 위해 자신의 이익을 위해 행동한다고 제안하는 경제 이론에서 파생된다. 많은 의사 결정 편향은 무시하는 것보다 제거하는 데 비용이 더 많이 들기 때문에 발생할 수 있다. 예를 들어, 사람들이 자신의 결정에 대해 더 많은 책임을 지게 하는 것(인센티브 증가)은 결정을 내리는 데 인지 자원을 투자하는 정도를 증가시켜 사람들이 일반적으로 결정을 내려야 하는 방법에 대한 아이디어를 가지고 있을 때 덜 편향된 의사 결정으로 이어질 수 있다. 그러나 "편향"은 이러한 유형의 의사 결정 오류에 대한 적절한 용어가 아닐 수 있다. 이러한 "전략 기반" 오류는 필요한 노력이 이익을 능가하기 때문에 발생한다. 사람이 실제 편향에 따라 차선책을 선택하면 인센티브가 문제를 악화시킬 수 있다. 이 경우 인센티브는 단순히 사람으로 하여금 차선의 행동을 더 열정적으로 수행하도록 만들 수 있다.
인센티브를 조정하여 더 유익한 행동에 대한 선호도를 변경할 수 있다. 건강 식품에 대한 가격 인하로 학교 식당에서의 소비가 증가하고 탄산음료 세금이 대중의 탄산음료 소비를 줄이는 것으로 보이다. 사람들은 종종 헌신 장치를 통해 자신의 행동을 바꾸기 위해 인센티브를 기꺼이 사용한다. 예를 들어 쇼핑객은 장바구니에 담긴 건강 식품의 비율을 늘리지 않으면 건강 식품에 대한 캐시백 리베이트를 기꺼이 포기했다.
인센티브가 잘못 조정되거나 바람직하지 않은 행동을 방지하는 사회적 규범보다 약할 때 역효과를 낼 수 있다. 큰 인센티브는 사람들이 압박감을 느끼도록 만들 수도 있다.

### 넛지
넛지(Nudges), 정보 표현의 변경 또는 판단과 결정이 도출되는 방식은 편향성을 제거하는 또 다른 수단이다. 사람들은 영양 성분을 더 잘 이해할 수 있다면 더 건강한 음식을 선택할 수 있고 사이드 주문을 줄이고 싶은지 명시적으로 묻는 경우 저칼로리 식사를 선택할 수 있다. 넛지의 다른 예로는 사람들이 다른 옵션을 선택하지 않을 경우 할당될 기본 옵션을 변경하거나, 소다의 제공량에 제한을 두거나, 퇴직 저축 프로그램에 직원을 자동으로 등록하는 것이 있다.

### 훈련
교육은 장기적으로 의사 결정자의 편향을 효과적으로 제거할 수 있다. 초기의 편향성 제거 훈련 노력이 혼합된 성공을 가져왔기 때문에 훈련은 지금까지 학계와 정책 입안자들에게 인센티브와 넛지보다 덜 주목받았다(Fischhoff, 1982 in Kahneman et al. ). 의사 결정자는 특정 영역의 교육을 통해 효과적으로 편향될 수 있다. 예를 들어, 의사 결정에 소방, 체스, 일기 예보와 같은 영역에서 패턴을 인식하고 적절한 대응을 적용 해야 할 때 전문가는 매우 정확한 결정을 내리도록 훈련받을 수 있다. 그러나 도메인과 다양한 종류의 문제에 걸쳐 보다 일반적인 편향성을 제거한다는 증거는 최근까지 발견되지 않았다. 더 많은 영역에서 편향되지 않은 이유는 전문가들이 다양한 형식과 영역에서 문제의 근본적인 "심층 구조"를 인식하지 못하기 때문이다. 예를 들어, 일기예보가는 높은 정확도로 비를 예측할 수 있지만 기본적인 상식 질문에 대한 답변에는 다른 사람들과 마찬가지로 과신을 보이다. 예외는 심리학과 같은 통계에 크게 의존하는 과학 분야의 대학원 교육이었다.
Morewedge 등의 실험(2015)은 대화형 컴퓨터 게임과 교육용 비디오가 일반적인 수준에서 장기적 편향성을 유발할 수 있음을 발견했다. 일련의 실험에서 플레이어에게 개인화된 피드백, 완화 전략 및 연습을 제공하는 대화형 컴퓨터 게임을 사용한 훈련은 6가지 인지 편향을 즉시 30% 이상, 최대 3개월 후에는 20% 이상 줄였다. 편향된 감소는 앵커링, 편향 사각지대, 확증 편향, 근본적인 귀인 오류, 투영 편향, 대표성이었다.
준거 집단 예측 교육도 결과를 개선할 수 있다. 준거 집단 예측은 대니얼 카너먼이 외부 관점 이라고 부르는 것을 기반으로 추정 및 결정을 체계적으로 편향을 제거하는 방법이다.

## 때로는 효과적일 수 있는 전략

### 인센티브
- 보너스를 통해 또는 할인을 제공하여 최적의 행동에 대해 사람들에게 비용을 지불한다(예: 운동, 약물 복용, " cash for clunkers " 프로그램과 같은 연료 비효율적인 차량 교환).[17]
- 차선책으로 사람들에게 세금을 부과한다(예: 탄산음료 마시기, 담배 피우기, 대마초).

### 넛지
- 기본 효과를 사용하여 의사 결정자 또는 사회에 가장 적합한 결정을 내리도록 사람들을 넛지 한다.
- 차선책 결정을 내리는 데 더 많은 비용이 소요되는 약속 장치 (예: Schwartz et al., 2014[9] ).
- 중요한 속성을 두드러지게 만드는 방식으로 선택 옵션을 재구성 한다. 예를 들어, 햄버거 고기에 25% 지방이라는 라벨을 붙이면 사람들은 75% 지방이라고 라벨을 붙일 때보다 지방 함량에 더 민감하게 된다.
- "신호등" 시스템을 사용하여 영양가를 표시하는 것과 같이 중요한 정보를 더 쉽게 평가할 수 있는 형식으로 정보를 표시한다.[11]

### 훈련
- 사람들이 편견을 나타내는 방향과 정도에 대해 개인화된 피드백을 제공한다.[2]
- 어떤 사건에 대해 의심되는 원인보다 그럴듯한 대안적 이유를 고려하는 것과 같은 "대안 고려" 전략을 가르치는 것.[18]
- 사람들에게 그들이 알지 못하는 통계적 추론과 규범적 규칙을 가르친다.[16]
- 결정의 결과를 경험할 사람의 관점을 갖도록 사람들을 격려하면 편견을 줄일 수 있다. 은퇴 시 자신과 닮은 얼굴의 "변형된" 이미지를 본 참가자들은 현재 받기로 선택하기보다 미래를 위해 돈을 저축할 가능성이 더 높았다.[19]
- 참조 등급 예측 의 사용을 권장하거나 장려하거나 의무화한다. 영국과 덴마크에서는 낙관주의 편향 을 제거하기 위한 명시적인 목적으로 대규모 정부 기반 시설 프로젝트에 대해 참조 등급 예측 을 의무화했다.